# Chris Byrd
Chris Cornelius Byrd (nacido el 15 de agosto de 1970 en Flint, Míchigan) es un exboxeador estadounidense que llegó a ser campeón del mundo de los pesos pesados para la Federación Internacional de Boxeo durante cuatro años, desde 2002 hasta el año 2006, cuando fue vencido por Wladimir Klitschko.

## Biografía

### Amateur
Perdió en la clasificación (Trials) para los Juegos Olímpicos de 1988 ante el que sería el representante de los Estados Unidos, Todd Foster. En 1989, fue campeón amateur de los Estados Unidos en el peso superwélter. En 1990, perdió el "Goodwill Games" en Seattle ante Torsten Schmitz a los puntos. En 1991, fue campeón amateur estadounidense de los pesos medios, pero perdió en los Campeonatos del Mundo ante Ramon Garbey. En 1992, volvió a proclamarse campeón de los Estados Unidos del peso medio y consiguió la medalla de oro de los pesos medios en la Copa Canadá en la cual ganó a Justin Crawford, Joe Laryea y Igor Anashkin.
Ese año también se clasificó para los Juegos Olímpicos después de derrotar en los trials a Derrick James, William Joppy y Mike DeMoss. Ya en los Juegos Olímpicos en Barcelona ganó la medalla de plata después de derrotar a Mark Edwards, a Alexander Lebziak, a Ahmed Dine, a Chris Johnson y ser derrotado por Ariel Hernández de Cuba.

### Profesional
Comenzó su carrera profesional el 28 de enero de 1993 ante Gary Smith al que ganó por decisión unánime. Ganó sus primeros 26 combates pero fue derrotado por Ike Ibeabuchi en cinco asaltos. Después de cuatro victorias más se enfrentó al campeón de la Organización Mundial de Boxeo, Vitali Klitschko al que ganó después de retirarse este por una lesión. En su primera defensa ante el hermano de Vitali, Wladimir Klitschko perdió su título por decisión unánime en doce asaltos. Después de otras cuatro victorias, entre ellas una ante el poderoso David Tua, peleó ante Evander Holyfield por el título de la Federación Internacional de Boxeo. Ganó a Holyfield por decisión en doce asaltos y defendió su título en cuatro ocasiones hasta que volvió a perder ante Wladimir Klitschko en la revancha. Después de esa derrota ha vuelto a pelear en tres ocasiones, una victoria ante Paul Marinaccio y dos derrotas ante Alexander Povetkin y ante Shaun George en 2008.

## Récord profesional
| 41 Ganadas (22 KOs), 5 Derrotas, 1 Empate |        |                     |      |               |            |                                                                  |                                                                |
| Res.                                      | Récord | Oponente            | Tipo | Rd., Tiempo   | Datos      | Localidad                                                        | Notas                                                          |
| G                                         | 41–5–1 | Matthias Sandow     | KOT  | 4 (8), 1:30   | 21-03-2009 | Hanns-Martin-Schleyer-Halle, Stuttgart, Alemania                 |                                                                |
| D                                         | 40–5–1 | Shaun George        | KOT  | 9 (10), 2:42  | 16-05-2008 | Thomas & Mack Center, Paradise, Nevada, EE UU.                   |                                                                |
| D                                         | 40–4–1 | Alexander Povetkin  | KOT  | 11 (12), 1:52 | 27-10-2007 | Messe, Erfurt, Alemania                                          |                                                                |
| G                                         | 40–3–1 | Paul Marinaccio     | RTD  | 7 (10), 0:01  | 18-04-2007 | Clifford Park, Nasáu, Bahamas                                    |                                                                |
| D                                         | 39–3–1 | Wladimir Klitschko  | KOT  | 7 (12), 0:41  | 22-04-2006 | SAP Arena, Mannheim, Alemania                                    | Pierde el título IBF pesado; Por el título vacante IBO pesado. |
| G                                         | 39–2–1 | DaVarryl Williamson | DU   | 12            | 01-10-2005 | Events Center, Reno, Nevada, EE. UU.                             | Retiene el título IBF pesado                                   |
| G                                         | 38–2–1 | Jameel McCline      | DD   | 12            | 13-11-2004 | Madison Square Garden, Nueva York, EE. UU.                       | Retiene el título IBF pesado                                   |
| E                                         | 37–2–1 | Andrew Golota       | ED   | 12            | 17-04-2004 | Madison Square Garden, Nueva York, EE. UU.                       | Retiene el título IBF pesado                                   |
| G                                         | 37–2   | Fres Oquendo        | DU   | 12            | 20-09-2003 | Mohegan Sun Arena, Montville, Connecticut, EE. UU.               | Retiene el título IBF pesado                                   |
| G                                         | 36–2   | Evander Holyfield   | DU   | 12            | 14-12-2002 | Boardwalk Hall, Atlantic City, Nueva Jersey, EE. UU.             | Gana el título vacante IBF pesado                              |
| G                                         | 35–2   | Jeff Pegues         | KOT  | 3 (10), 2:43  | 08-06-2002 | Soaring Eagle Casino & Resort, Mount Pleasant, Míchigan, EE. UU. |                                                                |
| G                                         | 34–2   | David Tua           | DU   | 12            | 18-08-2001 | Cox Pavilion, Paradise, Nevada, EE. UU.                          | Retiene el título USBA pesado                                  |
| G                                         | 33–2   | Maurice Harris      | DU   | 12            | 12-05-2001 | Madison Square Garden, Nueva York, EE. UU.                       | Gana el título vacante USBA pesado                             |
| G                                         | 32–2   | David Vedder        | DU   | 10            | 19-01-2001 | Soaring Eagle Casino & Resort, Mount Pleasant, Míchigan, EE. UU. |                                                                |
| D                                         | 31–2   | Wladimir Klitschko  | DU   | 12            | 14-10-2000 | Kölnarena, Colonia, Alemania                                     | Pierde el título WBO pesado                                    |
| G                                         | 31–1   | Vitali Klitschko    | RTD  | 9 (12), 3:00  | 01-04-2000 | Estrel Hotel, Berlín, Alemania                                   | Gana el título WBO pesado                                      |
| G                                         | 30–1   | David Washington    | KOT  | 10 (10)       | 19-01-2000 | Soaring Eagle Casino & Resort, Mount Pleasant, Míchigan, EE. UU. |                                                                |
| G                                         | 29–1   | Val Smith           | KO   | 2 (10), 2:39  | 22-10-1999 | Joe Louis Arena, Detroit, Míchigan, EE. UU.                      |                                                                |
| G                                         | 28–1   | José Ribalta        | RTD  | 3 (10), 3:00  | 03-06-1999 | Soaring Eagle Casino & Resort, Mount Pleasant, Míchigan, EE. UU. |                                                                |
| G                                         | 27–1   | John Sargent        | KOT  | 2 (10), 2:03  | 08-05-1999 | Silver Star Casino, Filadelfia, Misisipi, EE. UU.                |                                                                |
| D                                         | 26–1   | Ike Ibeabuchi       | KOT  | 5 (10), 2:59  | 20-03-1999 | Emerald Queen Casino, Tacoma, Washington, EE. UU.                |                                                                |
| G                                         | 26–0   | Ross Puritty        | DU   | 10            | 14-07-1998 | Casino Magic, Bay St. Louis, Misisipi, EE. UU.                   |                                                                |
| G                                         | 25–0   | Eliecer Castillo    | DU   | 10            | 30-05-1998 | Bally's Park Place, Atlantic City, Nueva Jersey, EE. UU.         |                                                                |
| G                                         | 24–0   | Derek Amos          | KOT  | 6 (10)        | 28-03-1998 | Boardwalk Hall, Atlantic City, Nueva Jersey, EE. UU..            |                                                                |
| G                                         | 23–0   | Jimmy Thunder       | KOT  | 9 (10), 1:07  | 13-12-1997 | Foxwoods Resort Casino, Ledyard, Connecticut, EE. UU.            |                                                                |
| G                                         | 22–0   | Frankie Swindell    | DU   | 10            | 20-06-1997 | Bally's Park Place, Atlantic City, Nueva Jersey, EE. UU.         |                                                                |
| G                                         | 21–0   | Bert Cooper         | DU   | 10            | 18-03-1997 | IMA Sports Arena, Flint, Míchigan, EE. UU.                       |                                                                |
| G                                         | 20–0   | Craig Petersen      | KOT  | 6 (10), 2:22  | 28-01-1997 | The Palace, Auburn Hills, Míchigan, EE. UU.                      |                                                                |
| G                                         | 19–0   | Levi Billups        | DU   | 10            | 08-10-1996 | IMA Sports Arena, Flint, Míchigan, EE. UU.                       |                                                                |
| G                                         | 18–0   | Uriah Grant         | DU   | 10            | 06-08-1996 | IMA Sports Arena, Flint, Míchigan, EE. UU.                       |                                                                |
| G                                         | 17–0   | Biko Botowamungu    | DU   | 10            | 17-05-1996 | Stock Arena, Monroe, Míchigan, EE. UU.                           |                                                                |
| G                                         | 16–0   | Lionel Butler       | KOT  | 8 (10), 0:57  | 23-04-1996 | The Palace, Auburn Hills, Míchigan, EE. UU.                      |                                                                |
| G                                         | 15–0   | Jeff Wooden         | DU   | 10            | 30-01-1996 | The Palace, Auburn Hills, Míchigan, EE. UU.                      |                                                                |
| G                                         | 14–0   | Phil Jackson        | DU   | 12            | 21-11-1996 | The Palace, Auburn Hills, Míchigan, EE. UU.                      |                                                                |
| G                                         | 13–0   | Nathaniel Fitch     | KO   | 7 (10)        | 03-10-1995 | IMA Sports Arena, Flint, Míchigan, EE. UU.                       |                                                                |
| G                                         | 12–0   | Tim Puller          | KOT  | 5 (10), 2:55  | 18-07-1995 | IMA Sports Arena, Flint, Míchigan, EE. UU.                       |                                                                |
| G                                         | 11–0   | Arthur Williams     | DD   | 10            | 23-05-1995 | The Palace, Auburn Hills, Míchigan, EE. UU.                      |                                                                |
| G                                         | 10–0   | Joel Humm           | RTD  | 4 (8)         | 26-04-1995 | The Palace, Auburn Hills, Míchigan, EE. UU.                      |                                                                |
| G                                         | 9–0    | Mike Rouse          | KOT  | 6 (12), 1:56  | 28-03-1995 | IMA Sports Arena, Flint, Míchigan, EE. UU.                       |                                                                |
| G                                         | 8–0    | Frankie Hines       | KOT  | 2, 0:59       | 01-01-1995 | Virginia Beach, Virginia, EE. UU.                                |                                                                |
| G                                         | 7–0    | Ron Gullette        | KOT  | 5             | 01-11-1994 | Flint, Míchigan, EE. UU.                                         |                                                                |
| G                                         | 6–0    | Waxxen Fikes        | KOT  | 4 (8), 2:49   | 04-10-1994 | The Palace, Auburn Hills, Míchigan, EE. UU.                      |                                                                |
| G                                         | 5–0    | Max Key             | KO   | 1             | 30-08-1994 | Flint, Míchigan, EE. UU.                                         |                                                                |
| G                                         | 4–0    | Gerard O'Neal       | KOT  | 2 (6)         | 07-06-1994 | Flint, Míchigan, EE. UU.                                         |                                                                |
| G                                         | 3–0    | Exum Speight        | DU   | 6             | 22-03-1994 | Flint, Míchigan, EE. UU.                                         |                                                                |
| G                                         | 2–0    | Mike Sullivan       | KOT  | 1             | 15-05-1993 | Flint, Míchigan, EE. UU.                                         |                                                                |
| G                                         | 1–0    | Gary Smith          | DU   | 6             | 28-01-1993 | IMA Sports Arena, Flint, Míchigan, EE. UU.                       | Debut                                                          |